# 토곤 (순녕왕)
토곤(몽골어: ᠲᠣᠭᠣᠨ, 한국 한자: 妥懽 타환, ? ~ 1439년)은 오이라트부 출신 인물이다. 본명은 바하마(Бахаму)이다. 북원을 견제하던 명나라 영락제에 의해 순녕왕으로 봉해졌다. 자식은 에센이다.